# Słoneczni
Harcerski Zespół Artystyczny SŁONECZNI im. hm. Edwarda Sośnierza Śląskiej Chorągwi ZHP − dziecięcy zespół artystyczny założony w 1963 r.

## Historia
Zespół powstał we wrześniu 1963 r. w Szkole Podstawowej nr 25 w Katowicach, w dzielnicy Załęska Hałda jako klasyczny chór szkolny. Już w pierwszym roku działalności przyszły pierwsze sukcesy i chór stał się coraz bardziej znany na terenie Katowic.
Po trzech latach cały zespół wstąpił do Związku Harcerstwa Polskiego, utworzył 24 Drużynę Harcerską w Hufcu Katowice – Ligota i odtąd już występował na scenach i estradach jako Harcerski Chór im. M. Karłowicza. Od tej pory zespół reprezentuje miasto Katowice i Śląsk na bardzo licznych imprezach na terenie całego kraju.
Jako członek ZHP zespół reprezentuje Polskę na wielu Międzynarodowych Obozach Pokoju i Przyjaźni w kraju oraz poza jego granicami. Owocem tych zagranicznych wyjazdów było utworzenie przy zespole Klubu Międzynarodowej Przyjaźni INTERCLUB, który propagował pląsy, zabawy i piosenki z różnych krajów, organizował wystawy o innych dziecięcych organizacjach oraz rozdał swoim katowickim rówieśnikom ponad 3 tysiące adresów dzieci z 15 krajów świata, którzy chcieli korespondować z polskimi dziećmi. 
W uznaniu zasług zespół wyróżniony został Dyplomem Honorowym CIMEA.
Po kolejnych 6 latach, w roku 1972, zespół przeniósł swą siedzibę do katowickiego Pałacu Młodzieży, by umożliwić uczestnictwo w zespole wszystkim chętnym dzieciom z katowickich szkół podstawowych. Zespół przyjął obecną nazwę: HARCERSKI ZESPÓŁ ARTYSTYCZNY SŁONECZNI. Przez następne lata zespół bezustannie się rozwijał i wzbogacał zarówno formy wyrazu artystycznego, jak i swoją aktywność. Do niewątpliwych sukcesów zaliczyć należy prowadzenie cyklicznej audycji radiowej „Śpiewaj z nami”, której głównym celem było rozśpiewanie dzieci i nastolatków z okolic Katowic. Audycji jest to, że przetrwała aż 13 lat (1976–1989).
Zespół nagrywał również audycje muzyczne dla klas IV i VI (na zlecenie Programu I PR) oraz popularne dobranocki. W sumie zespół nagrał 284 audycji radiowych.
Rozszerzył się również repertuar zespołu, dla którego znani polscy twórcy zaczęli pisać piosenki. Radiowa taśmoteka zespołu to prawie 200 nagranych piosenek, w tym pierwsza w historii ZHP „Antologia piosenki harcerskiej (1911–1980)”.
Zespół koncertował na estradach całej Polski oraz w 9 krajach Europy i Azji i wielokrotnie reprezentował Polskę podczas międzynarodowych spotkań i festiwali.
Od lat 90. nastąpił ogromny regres w amatorskim ruchu artystycznym dzieci i młodzieży w wyniku czego wiele zespołów uległo likwidacji, nie organizowano tylu dziecięcych festiwali i przeglądów, a także brakowało nowych propozycji repertuarowych.
W tym tak bardzo trudnym dla zespołu okresie zrodził się pomysł, by wzbogacić repertuar zespołu o piosenki, które w innych krajach zyskały dużą popularność.
Idea przystąpienia Polski do Unii Europejskiej przyśpieszyła te plany – w ten sposób powstała inicjatywa „PIOSENKI SĄ JAK MOSTY”, której ideą jest spopularyzowanie wśród polskich dzieci, nastolatków i ich rodziców tych piosenek z krajów Unii Europejskiej, które w macierzystych krajach stały się ogromnie popularne. Honorowy Patronat nad tą inicjatywą zgodził się objąć Prezydent Katowic Piotr Uszok.
I tak od roku 2000 Słonecni (jako duży zespół wokalny) wraz z zaproszonymi przez zespół znanymi artystami scen śląskich promują „dziecięce hity” rodem z krajów Unii Europejskiej. Udział w koncertach dorosłych artystów wzbogacił atrakcyjność koncertów i wprowadził nowe formy wyrazu artystycznego.
Największe bogactwo nowych i bardzo wartościowych piosenek odkryto w twórczości Rolfa Zuckowskiego z Hamburga. Efektem współpracy jest pięć wydanych płyt CD z 53 piosenkami Zuckowskiego.
16 kwietnia 2015 roku zmarł Edward Sośnierz - Kierownik zespołu, człowiek od którego wszystko to się zaczęło. Pracując społecznie, był w stanie zarazić entuzjazmem i wychować setki członków Zespołu SŁONECZNI.
Staraniem instruktorów, podczas uroczystości która odbyła się 29 grudnia 2016 r. na dziedzińcu Pałacu Młodzieży w Katowicach, zespołowi nadano imię swojego założyciela. Obecna nazwa brzmi: Harcerski Zespół Artystyczny SŁONECZNI im. hm. Edwarda Sośnierza Śląskiej Chorągwi ZHP.

## Dorobek zespołu
Dorobek ponad 50 lat działalności zespołu to ponad 1400 występów i koncertów, prawie 300 audycji radiowych i telewizyjnych, ponad 200 nagranych piosenek w radiowej taśmotece, 3 płyty długogrające analogowe oraz dotychczas 15 własnych płyt CD.

### Wyróżnienia
Zespół miał zaszczyt otrzymać kilka odznaczeń i wyróżnień:
- Medal „CZŁOWIEKOWI SZLACHETNEMU – DZIECI” (1982)
- Krzyż „Za Zasługi dla ZHP” (1983)
- Dyplom Honorowy Ministra Kultury i Sztuki (1984)
- „JODŁA PRZYJAŹNI” – Kielce’84
- Odznaka „ZA ZASŁUGI DLA ZBOWIDU” (1987)
- Medal „ZA ZASŁUGI DLA CHORĄGWI” (1989)
- Nagroda Prezydenta Miasta Katowice (2006)
- Nagroda im. Wojciecha Korfantego nadana przez Związek Górnośląski (2016)[6]

Założyciel i kierujący zespołem hm Edward Sośnierz jest kawalerem "Orderu Uśmiechu", przyznanym w 1981 r.

## Dyskografia
- PLP 0006: Harcerska watra – antologia piosenki harcerskiej - wydana przez Pronit
- S-01-CD: Zielone lata – antologia piosenki harcerskiej 1911–1980 + śpiewnik
- S-02-CD: I znów jesteśmy razem – 17 piosenek Słonecznych
- S-03-CD: Szedł Dzień Narodzenia – kolędy i pastorałki z różnych krajów świata
- S-04-CD: Jesteśmy dziećmi świata – 14 piosenek Słonecznych
- S-05-CD: Zagrajcie w zielone – 18 piosenek Słonecznych
- S-06-CD: Bo wiosną wszystko się zaczyna – 12 piosenek Słonecznych
- S-08-CD: Dozwolone do lat 18 – 12 najpopularniejszych przebojów z lat 60.
- S-09-CD: Dla mojej Mamy – 26 nowych piosenek dla Mamy + podkład instrumentalny
- S-10-CD: Grudniowe marzenia – 13 piosenek Rolfa Zuckowskiego
- S-11-CD: Ja radę dam – 15 piosenek Rolfa Zuckowskiego
- S-12-CD: Piosenki są jak mosty – w tym Hymn Unii Europejskiej + podkład instrumentalny
- S-13-CD: Europa Dzieci – 15 piosenek Rolfa Zuckowskiego
- S-14-CD: Europa – kraina dzieci – 10 piosenek Rolfa Zuckowskiego + podkład instrumentalny
- S-15-CD: Iskra z ogniska – 10 piosenek Słonecznych + podkład instrumentalny